# Geleira de anfiteatro

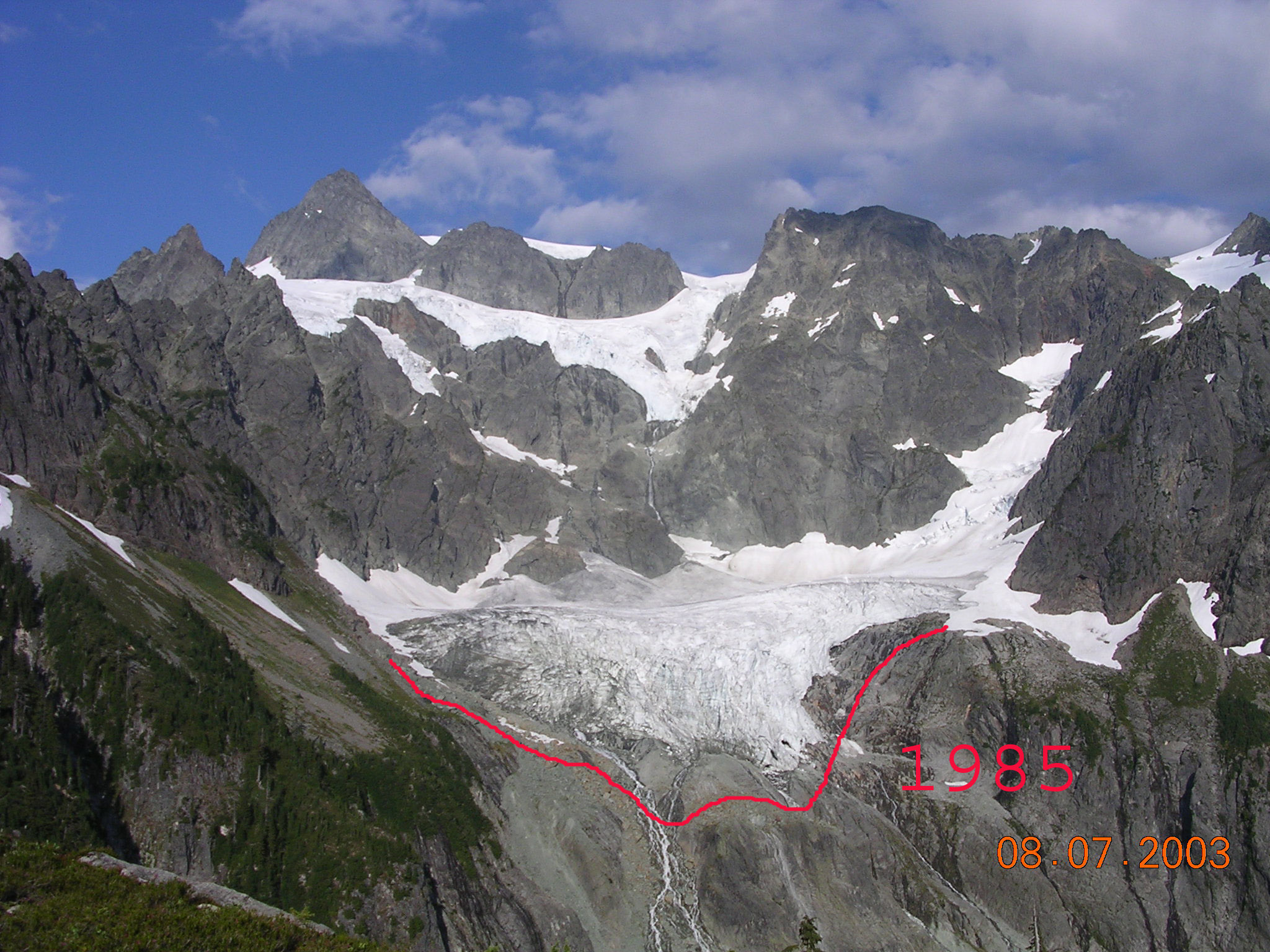
A Geleira Curtis Inferior é uma geleira de anfiteatro nas Cascatas do Norte no Estado de Washington

Uma geleira de anfiteatro (português brasileiro) ou circo glacial (português europeu) está formada em um anfiteatro, depressões em forma de gelo na beira das montanhas. A acumulação de neve e gelo nos anfiteatros frequentemente ocorre como o resultado da avalanche de ladeiras circundantes mais altas.
Nestas depressões, a neve persiste através dos meses de verão e se torna gelo de geleira. A neve pode ser situada na ladeira de sotavento de uma montanha, onde está abrigada do vento. A queda de rocha de ladeiras acima também desempenha um papel importante em abrigar a neve e o gelo da luz do sol.
Randklufts pode formar geleiras de anfiteatro debaixo como abrir espaço entre o gelo e o leito rochoso, onde a água derretida pode desempenhar um papel na deposição da rocha.

## Leitura aprofundada
- Lewis, W.V. (1960) Norwegian Cirque Glaciers, Royal Geographical Society Research Series 4